# Palazzo Corner Spinelli

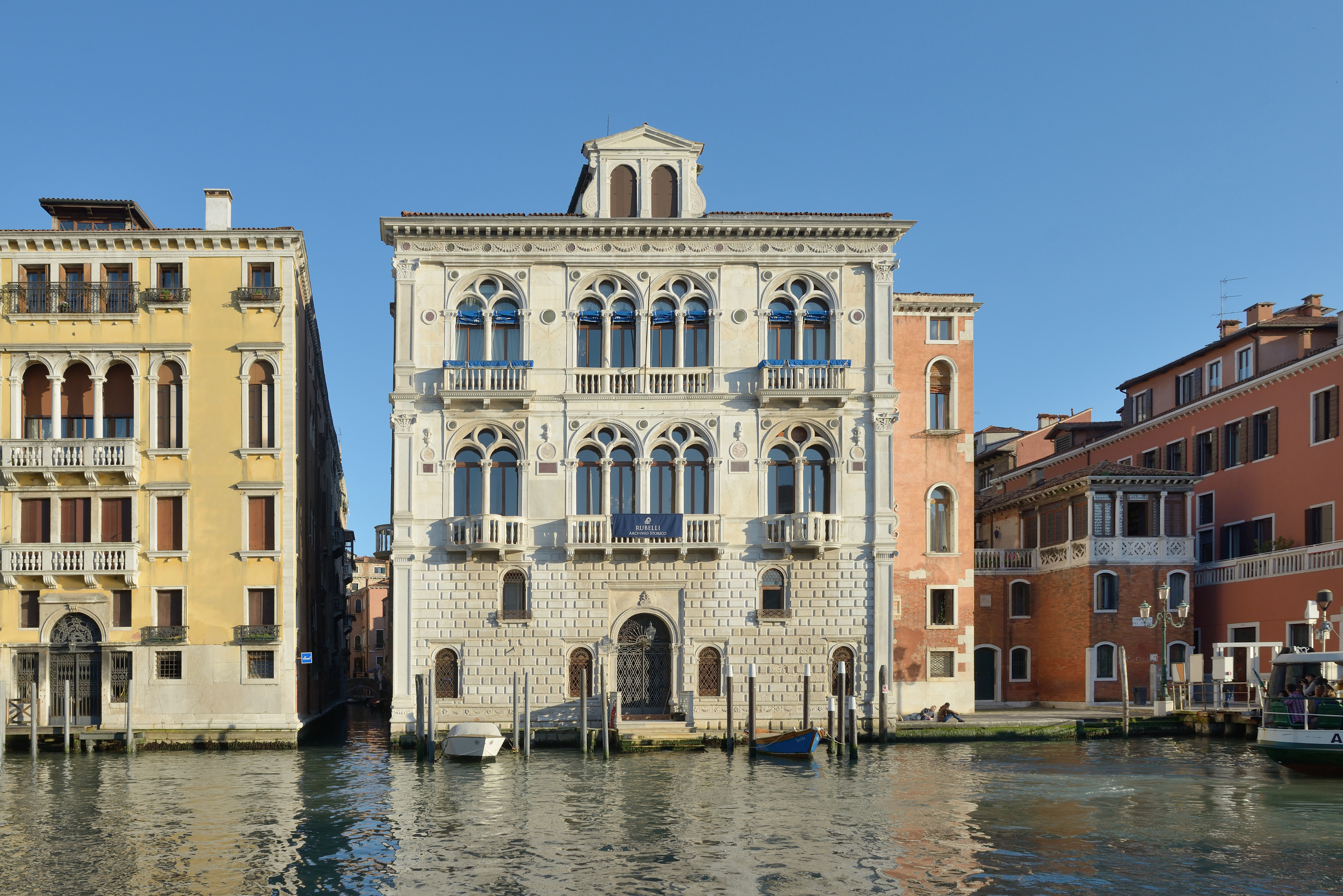
Die Schauseite des Palastes; links Palazzo Curti Valmarana, rechts die Casa Salome Barocci

Der Palazzo Corner Spinelli, auch Palazzo Lando Corner Spinelli, ist ein Palast im venezianischen Sestiere San Marco (Campielle del Teatro, San Marco, 3877), dessen Schauseite auf den Canal Grande blickt, an dessen linkem Ufer sich das Bauwerk erhebt. Er gilt als einer der bedeutendsten Stadtpaläste aus der Zeit des Übergangs zwischen venezianischer Gotik und Renaissance. Als Baumeister gilt Mauro Codussi, seit Pietro Paoletti dies im Jahr 1897 behauptete. Jüngere Untersuchungen weisen das Werk zwar der Schule Codussis zu, doch weicht die kompositorische Formensprache stark von den sonstigen Mustern des Meisters ab.

## Geschichte
Zu einem nicht näher bestimmbaren Zeitpunkt zwischen 1485 und 1490 ließ die Familie Lando das Gebäude am Dreieck zwischen Rio di Ca’Santi und Canal Grande errichten, doch musste Pietro Lando, der Erzbischof von Candia (nicht zu verwechseln mit dem gleichnamigen Dogen), der Hauptstadt Kretas, es 1542 an Zuane Corner verkaufen, weil die Lando in ökonomische Schwierigkeiten geraten waren. Zuane Corner seinerseits suchte ein neues Domizil, seit ein verheerendes Feuer seinen Palast in San Polo zerstört hatte. Aus dieser Bauperiode stammen auch die Paläste Contarini Polignac, Zorzi a San Severo, Gussoni a San Lio und die Ca’ Dario.

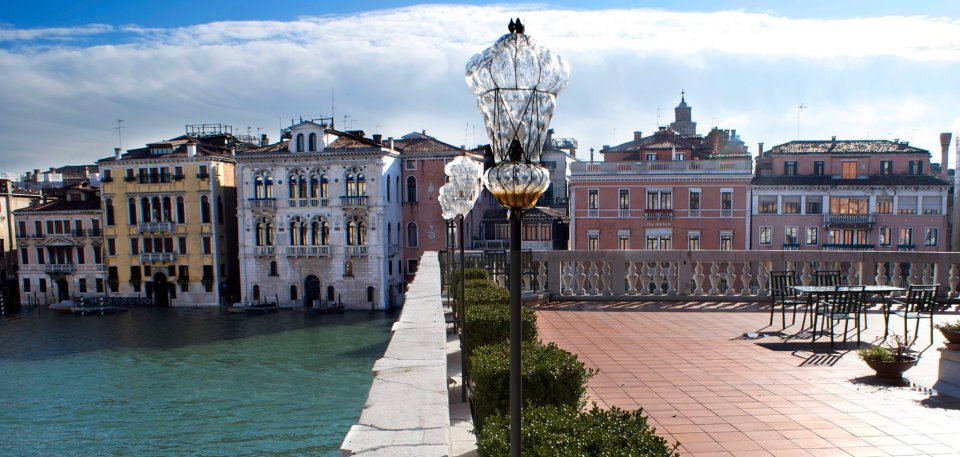
Blick von der Terrasse des Palazzo Barbarigo della Terrazza über den Canal Grande

Den Auftrag, das Gebäude nach dem Zeitgeschmack zu modernisieren, erhielt Michele Sanmicheli unter Beteiligung von Giorgio Vasari. Während die Fassade erhalten blieb, wurde ein neues Treppenhaus im rückwärtigen Teil des androne errichtet. Giovanni Cornaro ließ Kamine in allen größeren Räumen einbauen. Auf der anderen Seite des Canal Grande entfalteten sich in den 1560er bis 1590er Jahren ebenfalls intensive Bauaktivitäten am Palazzo Barbarigo della Terrazza.
Von 1740 bis 1810 wurde das Haus an die Familie Spinelli vermietet, dann an die Cornoldi verkauft. Die Spinelli waren eine vermögende Seidenhändlerfamilie aus Castelfranco. 1850 wurde es Eigentum der berühmten Tänzerin Marie Taglioni, der auch die Paläste Giustinian Lolin, Barzizza und die Ca’ d’Oro gehörten, die ihr der russische Fürst Trubezkoi 1847 geschenkt hatte. Der rechts anschließende Bauteil wurde in Formen der Neorenaissance vom Beginn des 20. Jahrhunderts aufgeführt.
Die Rubelli übernahmen schließlich das Bauwerk und richteten dort den Sitz einer Textilmanufaktur ein. Heute gehört das Gebäude Lorenzo Rubelli.

## Beschreibung

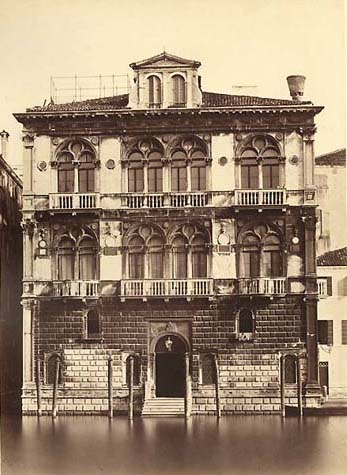
Fotografie von Carlo Ponti (um 1823–1893)

Der Cornerpalast ist Ausdruck des Übergangs von der venezianischen Gotik zur Renaissance, wobei er stark von der Ca' Vendramin Calergi beeinflusst ist. Wie am später errichteten Palastbau Mauro Codussis, etwa dem Palazzo Loredan Vendramin Calergi, wurden auch hier die nach dem Architekten benannten Zwillingsfenster eingebaut.
Die Fassade, die nach venezianischer Manier dreigeteilt ist, blickt auf den Canal Grande. Über einem Kalksteinfries mit Festons entstand ein rustiziertes Wassergeschoss über dem sich der Mezzanin und die ionische Eckrahmung erheben. Zu diesem Sockel stehen die beiden piani nobili in nahezu goldenem Verhältnis. Dabei wird nur die erste Beletage durch die Balkone der Seitenteile mit dem Grundriss eines halben Vierpasses besonders herausgehoben. Das die piani nobili trennende Gesims ist durchgehend mit einem Eierstab versehen.

## Varia
Palazzo Corner Spinelli und der nahe Palazzo Garzoni sind in der bekannten Fernsehreihe Donna Leon sehr häufig im Hintergrund zu sehen, wenn die Familie des Commissario Guido Brunetti auf der Terrasse versammelt ist.